# カナダ太平洋航空402便着陸失敗事故
カナダ太平洋航空402便着陸失敗事故（カナダたいへいようこうくう402びんちゃくりくしっぱいじこ）は、1966年（昭和41年）3月4日に香港発東京経由バンクーバー行きのカナダ太平洋航空402便が東京国際空港（通称羽田空港）への着陸直前に墜落した航空事故。
なお、同事故の一か月前には全日空羽田沖墜落事故が発生しており、翌日には英国海外航空機空中分解事故が発生したため日本社会に大きな衝撃を与えた。

## 事故の経過

### 環太平洋路線
カナダ太平洋航空（カナディアン航空, CPエア/現エア・カナダ）402便ダグラス DC-8-43（機体記号CF-CPK, 1965年製造）は香港発東京・羽田空港経由ブリティッシュコロンビア州バンクーバー、ペルーのリマ、チリのサンチアゴ行きという環太平洋航空路線として運航していた。当時この路線は週2便運航されていた。なお402便の操縦乗員はいずれも50歳代で、経験豊富なパイロットだった。

### 濃霧
3月2日から日本各地は濃霧に覆われており、陸海空の交通機関が麻痺に陥っていた。事故当日の午後4時ごろから羽田空港周辺にも濃霧が広がり、視界不良のため国内線の運航がほぼストップした。羽田空港へ着陸する国際線到着便も板付飛行場（福岡空港）などへの代替着陸（ダイバート）や出発見合わせを余儀なくされており、夜になっても視界が良くならなかったためにほとんどの便が羽田空港の着陸を断念していた。
402便は日本時間の16時14分に香港啓徳空港を離陸し、19時8分に着陸へ向け降下を開始したが、悪天候のため14,000フィート（約4,200メートル）付近で空中待機することとなった。19時42分に乗務員は、15分以内に天候回復しない場合、代替空港としていた台北（台北松山空港）に着陸することを決定した。
ここで管制が視界が2,400フィート（約720メートル）まで回復したことを伝え、402便は3,000フィート（約900メートル）まで降下したものの、天候は再び悪化したため乗務員は台北への代替着陸を決定した。機長はその事情説明を乗客にも直接アナウンスしていた。さらに20時5分、402便が11,500フィート（約3,750メートル）付近まで上昇していたころに管制は視界が3,000フィート（約900メートル）ほどまで回復したことを伝え、再度旧C滑走路の33Rへ進入することを認めた。これにより402便は、一度断念した羽田空港への着陸を再度行うことを決定する。
事故当時の旧C滑走路の ILS は定期検査待ちのため電波は発信していたものの正式運用はしておらず、402便は地上誘導着陸方式 (Ground Control Approach) により進入した。この方式は自動着陸や計器飛行ではなく、地上レーダーに基づいた方位・高度の指示を管制官が口頭で伝達する方式で、操縦は乗務員がマニュアルで行わなければならなかった。
着陸直前になって管制官の指示よりも高度が下がり始めたため、管制官はすぐに水平飛行する旨の警告を与えたが、パイロットは「滑走路の灯火を減光するように」と要求するのみで降下を続けた。そのためパイロットは、着地後の機体制御に関心が向いていたものとみられている。

### 大破炎上
その直後の20時15分、402便は右主脚を旧C滑走路の進入灯に接触させてしまい、進入灯を次々と破壊しながら進行して護岸に衝突。機体は激しく大破・炎上した。この事故で運航乗務員3名・客室乗務員7名・乗客62名の合計72人のうち、乗務員10名全員と乗客54名の合わせて64人（うち日本人5名）が犠牲となり、乗客8人が救出された。
乗客の中にはドイツ人乗客のようにほぼ無傷で脱出した者もいたため、事故の衝撃ではなく火災に巻き込まれて犠牲になった者が大半であったといわれている。生存者は激突の衝撃で大きく裂けた主翼付近の胴体から脱出することが出来た。また事故直後に空港の消防隊が出動し、消火活動を行ったが機体は尾翼を残して全焼し、滑走路には機体の残骸と共に犠牲者の遺体が散乱していた。なお前述のドイツ人は、母国への帰国は航空便ではなく便も少ない船便を利用したという。

### 事故取材
また、事故の翌日には英国海外航空 (BOAC) 911便が富士山麓に墜落する事故が発生したが、事故現場の取材をしていたNHKのカメラマンが偶然402便の残骸の横を離陸する911便の最後の姿を撮影しており、この模様が全世界に配信された。同便も濃霧のため、4日のホノルル発羽田行きの航程を変更して福岡空港にダイバートし、5日に羽田に到着したものであった。

## 事故原因
同機はボイスレコーダーやフライトレコーダーは積んでいなかったが、事故調査委員会は羽田空港のレーダー記録と、無線交信の声紋分析を行うことにより事故原因を分析した。その過程で乗員がフランス系カナダ人であったための訛りの影響などで、管制官にその意図がはっきり伝わらなかった点も明らかになった。
調査委員会の結論では、事故の原因は操縦乗員がこのような悪天候で着陸しようとしたためとされた。また進入の最終段階になって低高度となったのは、パイロットが早く滑走路を視認するために意図的に高度を下げたものと見られていたが、無線通信の分析により乗員がそうした意図を持っていたことがわかり、主要な事故要因として指摘された。

## 1966年（昭和41年）の五連続事故
日本では1966年（昭和41年）に5件の航空事故が発生した。本事故は2件目であった。なお当事故は五連続事故では唯一、生存者が存在した。
- 全日空羽田沖墜落事故 - 東京湾羽田沖、2月4日。
- カナダ太平洋航空402便着陸失敗事故 - 羽田空港、3月4日。
- 英国海外航空機空中分解事故 - 富士山麓、3月5日。
- 日本航空羽田空港墜落事故 - 羽田空港、8月26日。
- 全日空松山沖墜落事故 - 松山沖、11月13日。

## 備考
- この事故ののち、2月4日と3月5日に起こった全日空羽田沖墜落事故・英国海外航空機空中分解事故と共に、穴守稲荷神社の旧「一の鳥居」が羽田空港に遺され放置されていることを取り上げ、その祟りであるかのような噂が流布した[2]。そのような中、「穴守稲荷神社を空港の中に祀らないと、事故がこれからも多発する」と世間に訴え、神社の復興を国会議員に陳情する者が現れ、この陳情に「祟りはともかく、神社復興は必要だ。」と、当時の中村寅太運輸大臣、村上勇元建設大臣、徳安実蔵元郵政大臣などの有力議員を会長・顧問とした「穴守稲荷復元奉賛会」が設立、三愛石油羽田本館ビル屋上に穴守稲荷を分霊した一祠を設けている[3]。

### 事故調査報告書
- 「カナダ太平洋航空会社,ダグラスDC-8,CF-CPK事故調査報告書」『日本航空学会誌』第16巻第179号、日本航空学会、1968年12月5日、435-446頁、NAID 130004966319。